# Pom Pom
Pom Pom is een personage uit de Mario-reeks. Ze is de zus van Boom Boom.

## Karakteromschrijving
Pom Pom werd voor het eerst geïntroduceerd in de spellen Super Mario 3D Land en Super Mario 3D world. Ze kan teleporteren in een soort gaswolk en creërt op deze manier kopieën van zichzelf. Ze gooit ook met werpsterren. Als speler is het in de meeste spellen de bedoeling om drie keer op haar hoofd springen om haar te verslaan.

## Lijst met spellen
Ze komt voor in de spellen: 
- Super Mario 3D Land
- Super Mario 3D World
- Super Mario Maker 2
- Mario and Sonic at the Rio 2016 Olympic Games
- Mario Sports Superstars
- Super Mario Party
- Super Smash Bros. Ultimate
- Dr. Mario World
- Super Mario 3D Land
- Super Mario Party
- Super Smash Bros. Ultimate spirit
- Dr. Mario World